# Filsum
Filsum è un comune di 2.072 abitanti della Bassa Sassonia, in Germania.
Appartiene al circondario (Landkreis) di Leer (targa LER) ed è parte della comunità amministrativa (Samtgemeinde) di Jümme.